# Skokuće
Skokuće (cyr. Скокуће) – wieś w Serbii, w okręgu zlatiborskim, w gminie Prijepolje. W 2011 roku liczyła 68 mieszkańców.